# 文
文 est un sinogramme et un kanji, composé de 4 traits. Il signifie « langue », « document » ou « texte ».
Son caractère Unicode est 6587.
Wén en est la transcription en hanyu pinyin.
Il se lit ブン (bun) ou モン (mon) en lecture on et ふみ (fumi) ou あや (aya) en lecture kun. Il fait partie des kyōiku kanji de 1re année.

## Utilisation en chinois
- 法文 (fǎwén) : le français,
- 英文 (yingwén) : l'anglais

## Utilisation en japonais
- 文 (fumi) : lettre, message, écrit.
- 文学 (bungaku) : la littérature.
- 文庫本 (bunkobon) : livre de poche.
- 恋文 (koibumi) : lettre d'amour.
- 注文 (chuumon) : commande.
- 注文する (chuumon suru) : commander, passer une commande.